# Joaquim Forn
Joaquim Forn i Chiariello, né le 1er avril 1964 à Barcelone, est un homme politique catalan.
Militant de la Joventut Nacionalista de Catalunya (JNC) à l'âge de dix-sept ans, il est plusieurs fois membre de son conseil exécutif national dans les années 1980. Il participe à la refondation de la Federació Nacional d'Estudiants de Catalunya (FNEC), qu'il préside de 1986 à 1988. Entre 1989 et 1992, il fait partie des organisateurs de la campagne Freedom for Catalonia, qui milite pour faire connaître à l'étranger les aspirations nationales catalanes à l'occasion des Jeux olympiques d'été de 1992 à Barcelone.
Aux élections municipales de 1999, il est élu conseiller municipal de Barcelone sur la liste de Convergence et Union (CiU). Il exerce cette fonction pendant cinq mandats. De 2001 à 2007, il est également président de la fédération de Barcelone de Convergència. Entre 2007 et 2011, il est porte-parole du groupe municipal de CiU, dans l'opposition. Réélu sur la liste victorieuse de Xavier Trias en 2011, il devient premier adjoint au maire, chargé des départements de la présidence, de la gouvernance, de la sécurité et de la mobilité, ainsi que porte-parole du gouvernement municipal. Après la défaite électorale de 2015, il redevient porte-parole du groupe municipal de Convergència. En juillet 2017, il est nommé conseiller à l'intérieur dans le gouvernement de Carles Puigdemont.

## Biographie

### Jeunesse
Joaquim Forn i Chiariello est né le 1er avril 1964 à Barcelone, en Catalogne. Il est fils d'une mère équatorienne, et d'un père barcelonais de l'Eixample. Il étudie au lycée français de Barcelone. Il obtient une licence de droit de l'université de Barcelone et travaille brièvement dans un cabinet d'avocat,.
Il adhère à la Joventut Nacionalista de Catalunya (JNC), l'organisation de jeunesse du parti nationaliste de centre-droit Convergence démocratique de Catalogne (CDC), à l'âge de dix-sept ans. Il est membre du comité exécutif national de la JNC à trois reprises : de 1982 à 1984 comme secrétaire à l'organisation territoriale, de 1988 à 1989, comme responsable de la mobilisation, et de 1989 à 1991, comme responsable du service militaire et de l'objection de conscience. En 1985, il assure l'organisation de la troisième école d'été de la JNC. Dans les années 1980, il est également membre du secrétariat du Consell de la Joventut de Barcelona (ca) (CJB) de 1982 à 1984, et du Grup d'Estudis Nacionalistes (GEN).
Pendant ses études, participe à la refondation de la Federació Nacional d'Estudiants de Catalunya (ca) (FNEC), un syndicat d'étudiants catalaniste. Il en devient le premier président, de 1986 à 1988.

### Militant nationaliste
Joaquim Forn est l'un des principaux organisateurs de la campagne Freedom for Catalonia (ca), qui milite pour faire connaître à l'étranger les aspirations nationales catalanes à l'occasion des Jeux olympiques d'été de 1992 à Barcelone.
Le 8 septembre 1989, il participe à une action militante lors de la ré-inauguration du stade olympique de Montjuïc pour la coupe du monde d'athlétisme. Environ cinq cents militants se rendent au stade avec des senyeres (drapeaux catalans) et des pancartes affichant le slogan Freedom for Catalonia (« liberté pour la Catalogne », en anglais), malgré un important dispositif policier. Ils parviennent à faire siffler l'arrivée de la famille royale d’Espagne et à distribuer des tracts nationalistes, et leur action est largement relatée par la presse. Joaquim Forn lui-même est arrêté par police à l'extérieur du stade, avec deux autres militant-e-s, en tentant d'y faire entrer une senyera de 25 x 15 mètres. Il est convoqué au tribunal pour désordre public, mais l'affaire est classée sans suite,.
Le groupe se structure ensuite pour organiser son action en vue des Jeux olympiques. Ses membres sont des proches du président de la Généralité, Jordi Pujol, et bénéficient de nombreux soutiens, ainsi que de la participation de l'association culturelle Òmnium Cultural, qui crée une section consacrée aux Jeux olympiques. La campagne Freedom for Catalonia (ca) se traduit par de nombreuses actions militantes. Des pancartes et des drapeaux sont déployés sur les étapes du parcours de la flamme olympique à travers la Catalogne, qui font l'objet de retransmissions télévisées à l'étranger. Les militants promeuvent les aspirations catalanes en marge de la compétition sportive, en distribuant des tracts et en s'adressant aux médias étrangers et aux sportifs,.
Dans les années 1990, Joaquim Forn devient sous-directeur général du département de la présidence de la Généralité. Il est aussi vice-président de la fédération de Barcelone de Convergència, et fait partie du secteur souverainiste du parti. En novembre 1998, un article resté célèbre du journal La Vanguardia le cite parmi les « talibans », un surnom donné à des jeunes cadres de Convergència, plus radicaux que leurs prédécesseurs, qui pourraient favoriser la candidature d'Artur Mas comme successeur au président Jordi Pujol. La prédiction s'avère correcte pour la plupart d'entre eux, qui ont par la suite appartenu à l'entourage immédiat du président Artur Mas,. En 1999, Joaquim Forn fait partie des signataires d'un manifeste dans le journal Avui, intitulé El nou catalanisme, un compromís (« le nouveau catalanisme, un engagement »), qui défend le rapprochement de toutes les forces politiques souverainistes. En octobre 2001, lors du congrès extraordinaire de Convergència qui décide de poursuivre la fédération Convergence et Union (CiU), il est signataire d'un manifeste dans le journal Avui qui réclame une alliance avec Esquerra Republicana de Catalunya (ERC).

### Conseiller municipal d'opposition à Barcelone
Lors des élections municipales du 13 juin 1999, Joaquim Forn se présente sur la liste de Convergence et Union (CiU) pour la mairie de Barcelone. Il est chargé de la campagne de la tête de liste, Joaquim Molins. Il devient conseiller municipal d'opposition. En mai 2000, il est blessé au bras par un policier au cours d'une charge contre un groupe de jeunes qui manifestaient avec une senyera contre le défilé militaire du Día de las Fuerzas Armadas (es),.
En janvier 2001, il est candidat à la présidence de la fédération de Barcelone de Convergència, dont il était vice-président. Il fait partie du secteur souverainiste du parti, alors que la fédération de Barcelone apparaissait comme un bastion modéré. La tête de liste aux précédentes élections, Joaquim Molins, de tendance modérée, renonce à se présenter car la direction du parti refuse d'appuyer sa candidature. Joaquim Forn reçoit le soutien du président du parti, Artur Mas. Élu président de la fédération de Barcelone, il forme une équipe où prédominent les jeunes issus de la Joventut Nacionalista de Catalunya (JNC) et le secteur souverainiste.
Lors des élections municipales de 2003, il est placé en sixième position sur la liste de Convergence et Union (CiU), dirigée par Xavier Trias. La coalition nationaliste enregistre un nouveau revers, mais Joaquim Forn est réélu au conseil municipal.
Réélu aux élections municipales de 2007, il devient le porte-parole du groupe municipal de CiU. A ce poste, il gagne la confiance du président du groupe, Xavier Trias. Il conclut avec succès de nombreuses négociations avec le Parti des socialistes de Catalogne (PSC), qui détient le pouvoir municipal, et il parvient à installer un haut degré d'entente sur les questions importantes.
En mai 2008, il quitte la présidence de la fédération de Barcelone de Convergència. Jordi Martí (ca) lui succède.

### Premier adjoint au maire de Barcelone
Lors des élections municipales de 2003, Joaquim Forn est à nouveau numéro 2 sur la liste de Xavier Trias à Barcelone. Convergence et Union (CiU) remporte la victoire, et Xavier Trias devient maire de Barcelone. Joaquim Forn est nommé premier adjoint, chargé des départements de la présidence, de la gouvernance, de la sécurité, et de la mobilité. Il est également porte-parole du gouvernement municipal, président de l'entreprise de transports publics Transports Metropolitans de Barcelona (TMB) et vice-président du conseil d'administration de l'Autoritat del Transport Metropolità (ATM).
Il est notamment responsable de la Guàrdia Urbana, la police municipale de Barcelone. Parmi les réalisations de son mandat, figurent l'amélioration de la coordination entre la Guàrdia Urbana et les Mossos d'esquadra, avec des patrouilles mixtes dans le métro, et la création d'unité d'enquête de police judiciaire pour les délits mineurs. Son mandat est aussi marqué par des polémiques, notamment son refus de rouvrir l'enquête sur l'affaire 4-F (ca), dans laquelle la Guàrdia Urbana est accusée d'avoir détenu irrégulièrement et torturé des personnes en 2006, après que de nouveaux éléments ont été soulignés par le film documentaire Ciutat Morta (ca) en 2013 ; ainsi que la révolte de Sants de 2014 (ca), provoquée par la tentative de la mairie d'expulser le centre social autogéré de Can Vies (ca).
Après les élections municipales de 2015, où CiU est battue par le mouvement Barcelona en Comú d'Ada Colau, Joaquim Forn redevient le porte-parole du groupe municipal. Il est pressenti pour être la prochaine tête de liste, et dirige de facto le groupe municipal, bien que Xavier Trias en ait conservé la présidence. Ce dernier le désigne comme son successeur pour les prochaines élections municipales. Cependant, en avril 2016, Convergència décide d'organiser des élections primaires pour la désignation de sa tête de liste.
Joaquim Forn démissionne de ses fonctions de conseiller municipal et de député provincial pour entrer au gouvernement en juillet 2017. Son départ affaiblit le Parti démocrate européen catalan (PDeCAT, qui a succédé à Convergència) au conseil municipal : le président Xavier Trias effectue son dernier mandat à la tête du groupe, qui se trouve donc sans candidat potentiel pour conduire l'opposition au gouvernement municipal d'Ada Colau. Xavier Trias assume provisoirement le rôle de porte-parole du groupe, et Irma Rognoni devient conseillère municipale à sa suite.

### Conseiller à l'intérieur
En juillet 2017, le gouvernement catalan fait face à des tensions internes, liées notamment aux risques encourus par ses membres en raison de l'organisation du référendum sur l'indépendance du 1er octobre. Trois conseillers quittent leurs fonctions, dont le conseiller à l'intérieur, Jordi Jané, en raison de sa réticence à assumer les conséquences du référendum. Joaquim Forn lui succède le 14 juillet.
Il prend la tête d'un département ministériel qui joue un rôle important dans les préparatifs du référendum, car les Mossos d'esquadra, la police catalane, doivent assurer la sécurité des opérations de vote. L'attitude des Mossos vis-à-vis du processus indépendantiste catalan est l'objet de nombreux débats : ils sont sous l'autorité du département de l'intérieur de la Généralité, mais ses agents risqueraient d'être pris dans un conflit de loyauté si l'État espagnol leur ordonnait de se retourner contre les responsables politiques catalans. Joaquim Forn est un indépendantiste convaincu, proche du président Carles Puigdemont. Il est connu pour son tempérament posé et son aptitude au dialogue, mais aussi pour sa fermeté. Il a déjà dirigé des forces de police lorsqu'il était premier adjoint à la mairie de Barcelone, et sa gestion de la Guàrdia Urbana est jugée positivement.
Son arrivée au département de l'intérieur est suivie de plusieurs changements dans son équipe dirigeante. Le directeur général des Mossos d'Esquadra, critiqué pour sa faible implication dans le processus indépendantiste, démissionne, et est remplacé par Pere Soler (ca). Le directeur du centre de gestion des appels d'urgence au 112 (ca), quitte également son poste, par loyauté envers l'ancien conseiller Jordi Jané.

### Emprisonnement
Il entre en prison le 2 novembre 2017 après avoir déclaré devant l'Audience nationale le matin, accusé des délits de rébellion, sédition et malversation de fonds publics.
Le 11 juillet 2018, Joaquim Forn, Josep Rull et Jordi Turull sont transférés au centre pénitentiaire Lledoners situé dans la commune de Sant Joan de Vilatorrada à 3 km de Manresa.
Le 2 novembre 2018, le Parquet fait savoir qu'il requerra seize ans d'emprisonnement pour délit de rébellion tandis que le Bureau de l'Avocat général de l'État annonce qu'il requerra onze ans de réclusion pour délit de sédition.
Le 14 octobre 2019, il est condamné par le Tribunal suprême à 10 ans et 6 mois de prison pour sédition, assortis de 10 ans et 6 mois d'inéligibilité.